# Spis wyborców (Polska)
Spis wyborców w Polsce – lista osób, które mają prawo oddania głosu w danej obwodowej komisji wyborczej. Spis wyborców sporządza się na konkretne wybory dla konkretnej obwodowej komisji. Można być ujętym tylko w jednym spisie wyborców.
Zgodnie z przepisami Kodeksu wyborczego, spis wyborców składa się z części A lub z części A i B.
W części A spisu wyborców umieszcza się obywateli polskich. Spis składa się tylko z części A w wyborach:
- Prezydenta Rzeczypospolitej Polskiej
- do Sejmu i Senatu Rzeczypospolitej Polskiej (również w wyborach uzupełniających)
- do rad powiatów i sejmików województw.

W tej części spisu umieszcza się następujące dane wyborców:
- nazwisko i imiona
- imię ojca
- datę urodzenia
- numer PESEL
- adres zamieszkania.

Część B spisu obejmuje obywateli innych niż Polska państw członkowskich Unii Europejskiej, którzy posiadają prawo wybierania w Polsce. Tę część spisu "dokłada" się do części A w wyborach do Parlamentu Europejskiego oraz w wyborach do rad gmin i wyborach wójta/burmistrza/prezydenta miasta.
W tej części spisu zamieszcza się następujące dane:
- nazwisko i imiona
- imię ojca
- datę urodzenia
- obywatelstwo państwa unijnego
- numer dokumentu potwierdzającego tożsamość i obywatelstwo (paszportu lub dowodu tożsamości)
- adres zamieszkania.

W wyborach samorządowych (tzw. kompletnych, w których wybiera się wszystkie rady oraz wójta) spis składa się z obu części, lecz obywatele Unii Europejskiej dostają tylko dwie karty do głosowania - do rady gminy i na wójta/burmistrza/prezydenta. Obywatele polscy dostają 3 (lub 4) karty.

## Sporządzanie spisu wyborców
Spis wyborców sporządza się na podstawie rejestru wyborców, najpóźniej w 21. dniu przed dniem wyborów, w dwóch egzemplarzach. Jeden z nich przekazuje się, w przeddzień głosowania, przewodniczącemu obwodowej komisji wyborczej.
Wyborca może, na swój wniosek, zostać dopisany do spisu wyborców:
- w tej samej gminie, ale w innym obwodzie głosowania
- w gminie, w której będzie przebywał w dniu głosowania, a nie jest w niej zameldowany
- jeżeli nie jest nigdzie zameldowany, w wybranym przez siebie obwodzie głosowania.

Powyższe nie dotyczy wyborów samorządowych, w których w spisie wyborców umieszczane są jedynie osoby stale zameldowane na obszarze danej gminy.
Do rejestru wyborców, na podstawie którego sporządza się spis, wpisywane są (z urzędu) tylko osoby stale zameldowane w danej gminie. Zameldowanie czasowe nie spowoduje więc automatycznego umieszczenia w spisie wyborców. W takim przypadku należy zadbać o to samemu.
W przypadku wpisania się do spisu wyborców na wniosek, wyborca jest skreślany z dotychczasowego spisu wyborców (gdyż można być ujętym tylko w jednym spisie).
Ze spisu (po jego sporządzeniu) wykreślane są również osoby, które pobrały w urzędzie gminy zaświadczenie o prawie do głosowania. Z takim zaświadczeniem można głosować w dowolnym obwodzie głosowania, w kraju i za granicą.

### Wybory za granicą
Spis wyborców w obwodach głosowania utworzonych za granicą sporządza konsul. Do takiego spisu wpisują się osoby, które mieszkają za granicą i chcą głosować w wyborach przeprowadzanych w Polsce. Konsulowie nie prowadzą rejestru wyborców, zatem do spisu wyborców trzeba wpisać się przed każdymi wyborami, w jakich chce się brać udział. Również w takim przypadku można pobrać u konsula zaświadczenie o prawie do głosowania, jest się wówczas skreślanym ze spisu.
Obwodów głosowania za granicą nie tworzy się w przypadku wyborów samorządowych.

### Głosowanie dwudniowe i druga tura wyborów
W przypadku przeprowadzania wyborów dwudniowych, sporządza się osobny spis wyborców, którzy kończą 18 lat w drugim dniu głosowania. Takie osoby nie mogą głosować w dniu pierwszego głosowania, natomiast osoby, które wzięły udział w głosowaniu w pierwszym dniu, nie mogą ponownie głosować drugiego dnia.
Jeżeli (w wyborach Prezydenta RP lub wójta) zaistnieje konieczność przeprowadzenia drugiej tury głosowania, wówczas sporządza się nowy spis wyborców, na potrzeby właśnie ponownego głosowania.

## Dopisywanie do spisu wyborców
W wyborach, w których możliwe jest głosowanie na podstawie zaświadczenia, obwodowa komisja dopisuje do spisu wyborców osoby, które przedłożą takie zaświadczenie. Wówczas zaświadczenie to zabiera się wyborcy (by nie mógł zagłosować ponownie w innej komisji) i dopisuje się go do danego spisu wyborców.
Komisja dopisuje do spisu również obywateli polskich, stale zamieszkałych za granicą, a chcących głosować w kraju. Wówczas osoba taka musi przedstawić komisji ważny paszport (nawet, jeśli mieszka w kraju Unii Europejskiej lub innym, do którego można wjechać na podstawie dowodu osobistego) oraz udokumentować, że stale zamieszkuje za granicą. Komisja dopisuje wtedy taką osobę do spisu, a w paszporcie, na ostatniej wolnej stronie wizowej, odciska swoją pieczęć i wpisuje datę wyborów (żeby dana osoba nie mogła zagłosować ponownie w innej komisji). Istnieje co prawda niebezpieczeństwo, że dana osoba wróci do kraju zamieszkania i zagłosuje ponownie w ambasadzie lub konsulacie, jeżeli jest tam wpisana do spisu wyborców. Zagrożenie to jest duże zwłaszcza, jeśli dana osoba mieszka w kraju sąsiadującym z Polską, a będącym członkiem Unii Europejskiej (Litwa, Słowacja, Czechy, Niemcy), gdyż można tam wjechać na podstawie dowodu osobistego i również na jego podstawie zagłosować.

## Wgląd do spisu wyborców
Każda osoba może, na swój wniosek, uzyskać informację o wpisaniu (bądź nie) do danego spisu wyborców. Wniosek składa się w urzędzie gminy. Otrzymuje się wówczas odpowiedź, czy jest się wpisanym do danego spisu wyborców.
Wgląd taki nie może mieć formy fizycznego wglądu do sporządzonego spisu wyborców, ze względu na konieczność ochrony danych osobowych innych osób, będących wpisanymi do spisu.